# Bauru
Bauru är en stad och kommun i Brasilien, med centralt läge i delstaten São Paulo. Bauru blev en egen kommun år 1896 och har idag ungefär 360 000 invånare. Fotbollslegenden Pelé växte upp i staden (han föddes dock i Três Corações), där han under ungdomsåren var med i klubben Bauru AC.

## Administrativ indelning
Kommunen är indelad i två distrikt:
- Bauru
- Tibiriçá

## Demografi
| Område              | Areal (km²)   | Invånarantal 1 augusti 2000 | Invånarantal 1 augusti 2010 | Invånarantal 1 juli 2014 |
| ------------------- | ------------- | --------------------------- | --------------------------- | ------------------------ |
| Kommun              | 667,68        | 316 064                     | 343 937                     | 364 562                  |
| Urban befolkning    | Ingen uppgift | 310 442                     | 338 184                     | Ingen uppgift            |
| ...varav centralort | Ingen uppgift | 309 503                     | 337 180                     | Ingen uppgift            |